# Windows To Go
Windows To Go là một tính năng trong Windows 8 Enterprise, Windows 8.1 Enterprise, Windows 10 Enterprise và Windows 10 Education các phiên bản trước bản cập nhật tháng 5 năm 2020, cho phép chúng khởi động và chạy từ một số thiết bị lưu trữ lớn USB như ổ USB flash và ổ cứng ngoài đã được Microsoft chứng nhận là tương thích. Đây là một môi trường Windows chung có thể quản lý hoàn toàn. Tính năng này đã ngừng phát triển vào năm 2019 và không còn khả dụng trong Windows 10 kể từ bản cập nhật tháng 5 năm 2020.
Nó được dự định cho phép các nhà quản lý doanh nghiệp cung cấp cho người dùng các phiên bản ảnh đĩa của Windows đồng bộ với chiếc máy tính mà nó liên kết. Việc tạo các ổ đĩa Windows To Go không được hỗ trợ chính thức trên các phiên bản Windows 8.1 không phải Enterprise (hay Education); tuy nhiên, các phiên bản Enterprise và Education của Windows 10 lại hỗ trợ tính năng này. Một số thông tin đã được đưa ra nhằm mô tả nhiều cách để cài đặt Windows To Go bằng bất cứ phiên bản Windows 8.x và 10 nào và trên bất cứ thiết bị USB nào có thể khởi động được.

## Lịch sử
Trước Windows 8, các phiên bản Windows nhúng duy nhất, như Windows Embedded Standard 7, đã hỗ trợ khởi động từ các thiết bị lưu trữ USB. Vào tháng 4 năm 2011, sau khi bản dựng 7850 của Windows 8 bị rò rỉ, một số người dùng phát hiện ra nó có chứa một chương trình có tên là "Portable Workspace Creator", cho thấy nó được sử dụng để tạo các ổ USB để khởi động Windows 8. Vào tháng 9 năm 2011, Microsoft chính thức công bố Windows To Go tại hội nghị Build, và còn phân phát cho người tham gia các ổ USB 32 GB được cài sẵn Windows To Go.

## Khác biệt với việc cài đặt tiêu chuẩn
Windows To Go có một vài điểm khác so với phiên bản cài đặt thông thường của Windows 8 trên một bộ nhớ gắn liền (như ổ đĩa cứng hay SSD).
Phát hiện tháo ổ đĩaNhư một biện pháp an toàn được thiết kế để ngăn mất dữ liệu, Windows sẽ tạm dừng toàn hệ thống nếu ổ USB bị tháo ra, và sẽ hoạt động trở lại ngay lập tức khi ổ được cắm lại trong vòng 60 giây. Nếu ổ không được cắm trong khoảng thời gian đó, máy tính sẽ tắt để ngăn việc thông tin mật hay nhạy cảm được xuất hiện trên màn hình hoặc hiện diện trong RAM. Cũng có thể mã hóa một ổ đĩa Windows To Go bằng BitLocker.
Cấu hình trình điều khiểnTrong lần khởi động đầu tiên trên một chiếc máy tính cụ thể, Windows To Go sẽ cài đặt các trình điều khiển cho các phần cứng và có thể yêu cầu khởi động lại vài lần. Các lần khởi động sau trên chiếc máy tính đó sẽ đi thẳng tới Windows.
Windows StoreBắt đầu từ Windows 8.1, Windows Store được kích hoạt và làm việc theo mặc định trên Windows To Go. Một đối tượng trong Group Policy được sử dụng để quản lý việc này. Sử dụng Group Policy, Windows Store có thể được kích hoạt cho một không gian làm việc Windows To Go (chỉ giới hạn trong một PC) và các ứng dụng Store có thể được sử dụng trong không gian làm việc đó.
Không truy cập phần cứng cục bộTheo cấu hình mặc định, quá trình cài đặt Windows To Go sẽ không phát hiện ổ đĩa cứng cục bộ hay ổ SSD có sẵn trong máy tính chủ. Điều này có thể được thay đổi bằng chính sách (OfflineInternal).

## Yêu cầu phần cứng
Windows To Go làm việc với kết nối USB 2.0 và các kết nối USB nhanh hơn, cũng như trên cả các firmware BIOS cũ và UEFI. Không phải tất cả các ổ USB có thể được dùng cho môi trường này; Microsoft đã đặt ra các yêu cầu cụ thể cho các ổ USB hỗ trợ tính năng này. Tính tới tháng 6 năm 2017, có 12 thiết bị USB được liệt kê là hỗ trợ bởi Microsoft cho Windows To Go.
Khi dùng một PC làm máy chủ, chỉ có các phần cứng được hỗ trợ sử dụng cho Windows 7 hoặc Windows 8 mới hoạt động tốt với Windows To Go. Mặc dù Microsoft không đưa ra hỗ trợ cho tính năng này trên các máy tính Windows RT hoặc Macintosh, ta vẫn có thể khởi động Windows To Go trên một máy Mac.

## Giấy phép
Với một giấy phép thiết bị đồng hành mới từ Microsoft Software Assurance, các nhân viên có thể dùng Windows To Go trên bất cứ máy tính nào được cấp giấy phép Software Assurance và cả PC nhà của họ.

## Sự đón nhận
Simon Bisson của ZDNet gọi Windows To Go là "Một trong những tính năng thú vị hơn cả của Windows 8", cho rằng "Mặc dù chúng tôi đang dùng cổng USB 2.0 nhưng hiệu năng của hệ thống vẫn tốt, không có hiện tượng chậm giật nào đáng kể" và gọi nó là "một cách chạy Windows 8 hữu dụng".
Michael S. Lasky, nhà báo của laptopmag.com, viết "Với những bộ phận IT muốn đảm bảo cho nhân viên của họ có thể truy cập hệ thống mạng chung một cách an toàn, những ổ USB Windows To Go thực sự rất tiện lợi. Có được khả năng ngay lập tức biến bất cứ PC Windows nào thành chiếc máy tính cá nhân và bảo mật của riêng bạn là một việc rất đáng giá và tiết kiệm thời gian."

## Ngừng phát triển
Sau sự ra mắt của bản cập nhật tháng 5 năm 2019 (phiên bản 1903) cho Windows 10, Microsoft đã thông báo rằng Wndows To Go không còn được phát triển nữa. Microsoft đã tuyên bố rằng "WTG không hỗ trợ các bản cập nhật tính năng. Do đó, nó không cho phép bạn cập nhật. Ngoài ra, WTG yêu cầu một loại ổ USB cụ thể mà nhiều OEM không còn hỗ trợ." Windows To Go đã bị loại bỏ khỏi Windows 10 kể từ bản cập nhật tháng 5 năm 2020 (phiên bản 2004).